# Nigula (Tartu)
Nigula es una aldea del municipio de Tartu, en el condado de Tartu, Estonia, con una población censada a final del año 2011 de 62 habitantes. 
Se encuentra ubicada al norte del condado, entre el lago Võrtsjärv y el lago Peipus, al norte del río Emajõgi y al sur de la frontera con el condado de Jõgeva.